# Wared Quartet
Albums de Édouard Bineau
L'Obsessioniste : Hommage au Palais Idéal du Facteur Cheval
(2007) Sex Toy
(2012)
Wared Quartet est le quatrième album du pianiste français Édouard Bineau en formation avec le groupe au titre éponyme. Enregistré et produit en 2010, il est sorti le 22 octobre 2010. Le mot « Wared » est tout simplement le verlan de « Édouard ».

## Liste des titres
| No  | Titre                      | Musique                                          | Durée |
| --- | -------------------------- | ------------------------------------------------ | ----- |
| 1.  | Rootless                   | Édouard Bineau                                   | 6:24  |
| 2.  | Je me suis fait tout petit | Georges Brassens                                 | 3:16  |
| 3.  | Wandering                  | Édouard Bineau                                   | 5:18  |
| 4.  | My unhappy friend          | Édouard Bineau                                   | 4:20  |
| 5.  | Big Foot                   | Édouard Bineau                                   | 8:22  |
| 6.  | Charmeur de Pierre         | Édouard Bineau                                   | 5:48  |
| 7.  | Un tabouret pour deux      | Édouard Bineau, Daniel Erdmann                   | 1:45  |
| 8.  | Wared                      | Édouard Bineau                                   | 5:37  |
| 9.  | Maman Rose                 | Édouard Bineau                                   | 6:53  |
| 10. | Black Sheep                | Édouard Bineau                                   | 6:53  |
| 11. | Canaima                    | Édouard Bineau                                   | 4:47  |
| 12. | Un fauteuil pour 3         | Édouard Bineau, Daniel Erdmann, Sébastien Texier | 1:20  |
| 13. | Red blues                  | Édouard Bineau                                   | 5:00  |

## Musiciens
- Édouard Bineau : piano/composition
- Daniel Erdmann : saxophones ténor et soprano
- Gildas Boclé : contrebasse
- Arnaud Lechantre : batterie
- Sébastien Texier : saxophone alto sur Rootless, Wandering et Un fauteuil pour 3